# Późnoporka czerwieniejąca

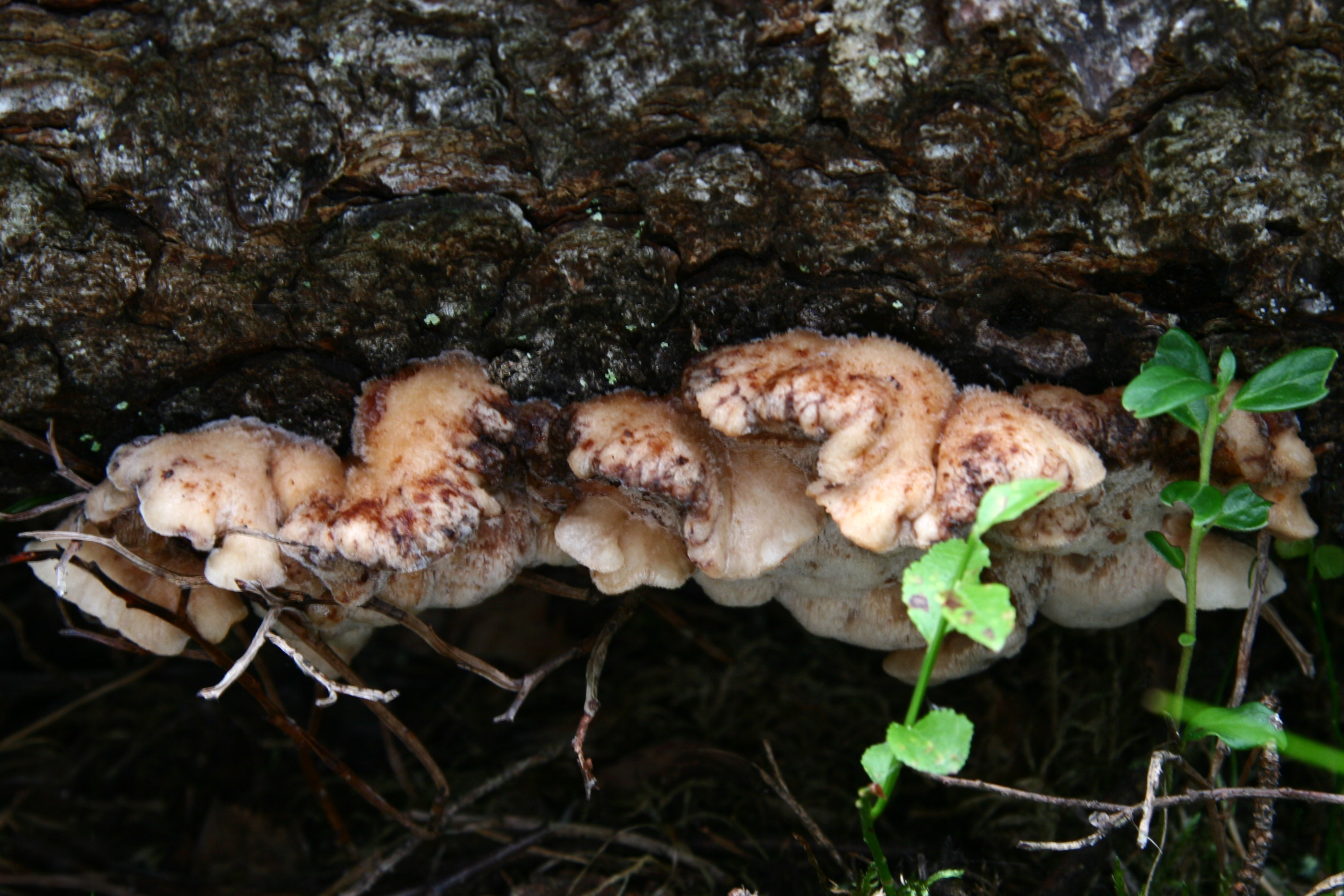

Późnoporka czerwieniejąca, amylek lapoński (Amylocystis lapponica (Romell) Bondartsev & Singer) – gatunek grzybów z rzędu żagwiowców (Polyporales).

## Systematyka i nazewnictwo
Pozycja w klasyfikacji według Index Fungorum: Amylocystis, Dacryobolaceae, Polyporales, Incertae sedis, Agaricomycetes, Agaricomycotina, Basidiomycota, Fungi.
Po raz pierwszy takson ten zdiagnozował w 1911 r. Lars Romell nadając mu nazwę Polyporus lapponicus. Obecną, uznaną przez Index Fungorum nazwę nadali mu w 1944 roku Appollinaris Semenovich Bondartsev i Rolf Singer przenosząc go do rodzaju Amylocystis.
Stanisław Domański w 1965 r. nadał polską nazwę amylek lapoński. Władysław Wojewoda w 2003 r. uznał ją za nieodpowiednią i zaproponował nazwę późnoporka czerwieniejąca.

## Morfologia
Owocnik
Huba o jednorocznym owocniku szeroką podstawą przyrośniętym do drzewa. Owocniki półokrągłe, rozpostarto-odgięte, wyrastające pojedynczo lub dachówkowato w niewielkich grupkach. Czasami sąsiednie owocniki zrastają się z sobą. Pojedynczy ma średnicę do 10 cm i grubość do 4 cm. Górna powierzchnia filcowata, miękko lub szczeciniasto owłosiona, biaława, różowokremowa lub rdzawa. Po uszkodzeniu brunatnieje.
Miąższ
W młodych owocnikach mięsisty, w starych i wyschniętych twardy jak kość. Młode owocniki wydzielają silny, chemiczno-żywiczny zapach, według niektórych przypominający zapach pracowni dentystycznej, według innych zapach bagna zwyczajnego.
Hymenofor
Rurkowaty. Pory różnokształtne; okrągłe, kanciaste lub labiryntowate, w liczbie 2–4 na 1 mm. W młodych owocnikach są jasne, w starszych ciemne, często z rdzawymi plamami.

## Występowanie i siedlisko
Podano stanowiska późnoporki czerwieniejącej w Ameryce Północnej, Europie i Rosji. W 2015 r. liczbę znanych stanowisk w Europie oszacowano na 1000. Większość z nich znajduje się w Szwecji i Finlandii, choć jest prawdopodobne, że większa populacja jest w europejskiej części Rosji. W piśmiennictwie naukowym na terenie Polski do 2020 r. podano 15 stanowisk, wszystkie w Białowieskim Parku Narodowym. Jedyne stanowisko poza tym parkiem podaje internetowy atlas grzybów. Późnoporka czerwieniejąca znajduje się na Czerwonej liście roślin i grzybów Polski. Ma status E – gatunek zagrożony wymarciem, którego przeżycie jest mało prawdopodobne, jeśli nie przestaną działać czynniki zagrożenia. Od roku 1983 objęty ochroną ścisłą bez możliwości zastosowania wyłączeń spod ochrony uzasadnionych względami gospodarki rolnej, leśnej lub rybackiej. Znajduje się na listach gatunków zagrożonych także w Norwegii, Finlandii, Słowacji, Czechach.
Grzyb nadrzewny, saprotrof. Występuje w starych i dobrze zachowanych borach i lasach mieszanych z domieszką świerka. Rozwija się na martwym drewnie, głównie świerków, ale notowany także na drewnie sosen, modrzewi i jodeł. Powoduje brunatną zgniliznę drewna. Owocniki powstają zazwyczaj od lipca do września, rzadko w październiku.
Późnoporka czerwieniejąca jest gatunkiem wskaźnikowym starych, naturalnych lasów i kluczowych siedlisk leśnych. Wydaje się, że w Europie nie występuje w lasach gospodarczych. W ostatnich 50 latach znikła duża część jej siedlisk wskutek wyrębu lasów.

## Gatunki podobne
Jest wiele nadrzewnych hub o podobnym owocniku. Rdzawoporek kruchy Fuscopostia fragilis ma owocniki również brązowiejące po uszkodzeniu i podobne kształtem. Nie wydzielają jednak zapachu i zwykle są mniejsze. Brunatnieją po uszkodzeniu także owocniki kruchomięsaka ciemniejącago Parmastomyces transmutans, jednak one również nie wydzielają zapachu, ponadto zazwyczaj nie są rozpostarte ani rozpostarto-odgięte.